# Campeonato Mundial de Halterofilia de 1922
El XXI Campeonato Mundial de Halterofilia se celebró en Tallin (Estonia) entre el 29 y el 30 de abril de 1922 bajo la organización de la Federación Internacional de Halterofilia (IWF) y la Federación Estonia de Halterofilia.
En el evento participaron 33 halterófilos de 4 federaciones nacionales afiliadas a la IWF.

## Medallistas
| Evento   | Oro                    | Plata                    | Bronce                    |
| -------- | ---------------------- | ------------------------ | ------------------------- |
| 60 kg    | Heinrich Graf · Suiza  | Karl Kõiv Estonia        | Gustav Ernesaks Estonia   |
| 67,5 kg  | Alfred Neuland Estonia | Eduard Vanaaseme Estonia | Voldemar Noormägi Estonia |
| 75 kg    | Saul Hallap Estonia    | Alberts Ozoliņš Letonia  | Alfred Puusaag Estonia    |
| 82,5 kg  | Roger François Francia | Johannes Toom Estonia    | Rudolf Tihane Estonia     |
| +82,5 kg | Harald Tammer Estonia  | Kārlis Leilands Letonia  | Kaljo Raag Estonia        |

## Medallero
| Núm. | País    | Oro | Plata | Bronce | Total |
| ---- | ------- | --- | ----- | ------ | ----- |
| 1    | Estonia | 3   | 3     | 5      | 11    |
| 2    | Francia | 1   | 0     | 0      | 1     |
| 2    | Suiza   | 1   | 0     | 0      | 1     |
| 4    | Letonia | 0   | 2     | 0      | 2     |
|      | TOTAL   | 5   | 5     | 5      | 15    |